# إدي لي ويلكنز
إدي لي ويلكنز (بالإنجليزية: Eddie Lee Wilkins)‏ مواليد 7 مايو 1962 في كارترزفيل، هو لاعب كرة سلة أمريكي سابق. بدأ مسيرته الاحترافية في سنة 1984. تم اختياره من قبل فريق نيويورك نيكس خلال الدرافت. يبلغ طوله 6 قدم 10 بوصة (2.1 م). اعتزل اللعب في 1993.

## المسيرة الاحترافية
لعب مع نيويورك نيكس في موسم 1984–1985، ثم لعب مع نادي بلد الوليد لكرة السلة في الدوري الإسباني في موسم 1986–1987، ثم لعب مع نيويورك نيكس في سنة 1987.

## روابط خارجية
- إدي لي ويلكنز على موقع إن بي أي (الإنجليزية)
- إدي لي ويلكنز على موقع سبورتس رفرنس (الإنجليزية)
- إدي لي ويلكنز على موقع الدوري الإسباني لكرة السلة (الإسبانية)
- إدي لي ويلكنز على موقع كرة السلة الأوروبية.كوم (الإنجليزية)
- إدي لي ويلكنز على موقع ريلجم (الإنجليزية)
- إدي لي ويلكنز على موقع بروبوليرز (الإنجليزية)
- إدي لي ويلكنز على موقع سبورتس رفرنس (الإنجليزية)